# Dům U Zlatého prstenu (Kadaň)
Dům U Zlatého prstenu (čp. 96) je středověký dům v ulici Žatecká (dříve Kovářská) na Starém Městě v Kadani. 

## Dějiny domu a jeho majitelé
Dům U Zlatého prstenu je v jádře středověký dům s rozsáhlými gotickými sklepy ze 14. století. Stojí v dříve velmi rušné hlavní ulici, vedoucí ze Starého Města na Špitálské předměstí. Koncem 18. století byl výrazně přestavěn a získal klasicistní průčelí, k významnějším stavebním úpravám došlo až roku 1909. V domě bývalo od roku 1833 kožešnictví založené Johannem W. Göhlerem, u něhož bylo možné zakoupit též likéry proslavené karlovarské firmy Jan Becher. V roce 1896 se jako provozovatel obchodu uvádí Julius Schreiner, který kromě kožešin a koženého zboží prodával i hudební nástroje. Dům ovšem i nadále vlastnila rodina Göhlerových, ještě v roce 1916 se jako majitel objevuje Wilhelm Göhler. Roku 1927 byl ovšem dům U Zlatého prstenu již v majetku Paula Janky, který v domě provozoval holičství a kadeřnictví. V podnájmu zde krátce bydlela rodina Paula Zentnera, židovského obchodníka s koňmi, který v roce 1944 zahynul v německém koncentračním táboře v Osvětimi. Německými nacionálními socialisty byli zavražděni i jeho synové Robert a Erich. Po druhé světové válce převzal roku 1945 dům i s holičským salonem Jan Dvořák jako český národní správce. 

## Domovní znamení

Na domě U Zlatého prstenu je zavěšeno kované domovní znamení s pozlaceným prstenem a nápisem „U Zlatého prstenu“. Prsten je již od středověku symbolem autority, věrnosti a svornosti. Na krytině domovního štítu se původně nalézalo jiné znamení, a to polygonální keramická nádoba s postavami sedmi objímajících se mužíčků jakožto symbol svornosti a soudržnosti. Každý z mužíčků se věnoval nějaké činnosti, která odkazovala k různým fázím kožedělné práce či kožešnictví, jeden například lovil a jiný pásl atd. Tento dům v Žatecké ulici se proto právě kvůli tomuto původnímu znamení nazýval „U Sedmi mužíčků“. V osmdesátých letech 20. století bylo však toto staré domovní znamení pro svou zchátralost odstraněno. Majitelé domu manželé Stiessovi zde v roce 2005 instalovali nové domovní znamení s prstenem, jež stejně jako znamení původní symbolizuje věrnost a svornost.

## Pověst
Špitálské předměstí je starobylá kadaňská čtvrť, bezprostředně sousedící s řekou Ohří a s ostrovem, jemuž se odedávna říká Písečná hlava. Podle pověsti zde měla sídlit v houštinách divoženka Violanta, jejíž zjevení městu nikdy nevěstilo nic dobrého. Po jejím zjevení docházelo k různým neštěstím, zejména k ničivým požárům. Poprvé měla Violanta být spatřena před velkým ohněm z roku 1362. V pravé ruce údajně držela žebráckou hůl a v levé bílý šátek, zahalena byla v rubáši, přičemž její postava se zvětšovala do hrozivých rozměrů. Tehdy prý proběhla za nářku a kvílení i Žateckou ulicí, a právě před domem, dnes zvaným U Zlatého prstenu, se smutně zastavila a podivně sklonila hlavu k zemi. Odtud měla pokračovat na hlavní náměstí a dále až k někdejší Prunéřovské bráně, kde se rozplynula. I tento dům poté o tři dny později shořel a zřítil se až ke klenbám gotických sklepů, poničeno bylo tehdy celé město i s předměstím a Kadaňským hradem.